# Naturalismo Ético
Naturalismo ético (também chamado de naturalismo moral ou naturalismo definista cognitivista)  é a visão meta-ética que afirma que:
1. Sentenças éticas expressam proposições.
2. Algumas dessas proposições são verdadeiras.
3. Essas proposições são feitas verdadeiras por características objetivas do mundo, independentes da opinião humana.

Estas características morais do mundo são redutíveis a um conjunto de características não-morais.
Isso faz com que o naturalismo ético seja uma forma definista de realismo moral, que por sua vez é uma forma de cognitivismo. O Naturalismo ético está em oposição a ética não-naturalista, que nega que termos morais referem-se a qualquer coisa diferente de propriedades morais irredutíveis, bem como todas as formas de moral anti-realismo, incluindo o subjetivismo ético (que nega que as proposições morais referem-se a fatos objetivos), teorias de erro (que negam que quaisquer proposições morais são verdadeiras), e não-cognitivismo (que nega que as sentenças morais expressam proposições em tudo).
É importante distinguir as versões do naturalismo ético que tenham recebido o interesse filosófico mais sustentado, por exemplo, o Realismo de Cornell, a partir da posição de que "a forma como as coisas estão é sempre o caminho que deveria ser", que alguns naturalistas éticos sustentam. O Naturalismo Ético, no entanto, rejeita a distinção fato-valor: sugere que o inquérito sobre o mundo natural pode aumentar nosso conhecimento moral exatamente da mesma maneira que aumenta nosso conhecimento científico. Na verdade, os defensores do naturalismo ético têm argumentado que a humanidade precisa investir em sua ciência da moralidade - embora a existência de uma tal ciência ainda seja debatida.
O Naturalismo ético abrange qualquer redução de propriedades éticas, como a "bondade", para propriedades não-éticas; há muitos exemplos diferentes de tais reduções, e assim muitas variedades diferentes de naturalismo ético. O Hedonismo, por exemplo, é a visão de que a bondade é em última análise, apenas o prazer.

## Críticas
O Naturalismo ético tem sido criticado mais proeminentemente pela ética não-naturalista de G.E. Moore, que formulou o argumento da questão aberta. Garner e Rosen dizem que uma definição comum de "propriedade natural" é uma "que pode ser descoberta pela observação, sentido ou experiência, ou através de qualquer dos meios disponíveis da ciência". Eles também dizem que uma boa definição de "propriedade natural" é problemática, mas que "é só na crítica do naturalismo, ou na tentativa de distinguir entre teorias definist naturalistas e não-naturalistas, que tal conceito é necessário". R.M. Hare também criticou o naturalismo ético devido à sua definição falaciosa de "bom" ou "certo", explicados como termos de valor, que fazem parte da nossa linguagem moral prescritiva e não são redutíveis a termos descritivos: "Termos de valor tem uma função especial na língua, que é a de elogiar, e então eles claramente não pode ser definidos em termos de outras palavras que se não realizam esta função" 

### Relativismo moral
Quando se trata de questões morais que podemos perguntar, pode ser difícil argumentar que não há necessariamente algum nível de relativismo meta-ético - E a incapacidade de resolver esta questão é criticada como etnocentrismo.
Podemos torturar alguém sob certas condições? estaria "errado" para uma espécie?
Algumas formas de realismo moral são compatíveis com algum grau de relativismo meta-ético. Este argumento assenta no pressuposto de que se pode ter uma discussão "moral" em várias escalas; isto é, o que é "bom" para: uma certa parte do seu ser (deixando em aberto a possibilidade de motivos conflitantes), para você como um único indivíduo, sua família, sua sociedade, sua espécie, o tipo de espécie. Por exemplo, um universalista moral (e, certamente, um absolutista) pode argumentar que, tal como se pode discutir o que é "o bem e o mal" ao nível do indivíduo, assim também pode-se fazer certas proposições "morais" com a verdade de valores relativos ao nível das espécies. Em outras palavras, o relativista moral não precisa considerar todas as proposições morais como necessariamente subjetivas. A resposta a "a liberdade de expressão é normalmente boa para as sociedades humanas?" é relativa em certo sentido, mas o realista moral diria que um indivíduo pode estar incorreto nesta matéria. Este pode ser o equivalente filosófico dos argumentos mais pragmáticos feitos por alguns cientistas.

### Niilismo moral
Niilistas morais sustentam que qualquer conversa de uma moralidade objetiva é incoerente e melhor usando outros termos. Os defensores da ciência moral como Ronald A. Lindsay tem contra-argumentado que a sua maneira de compreensão "moralidade" como uma empresa prática é o caminho que deveria ter compreendido que, em primeiro lugar. Ele mantém a posição de que a alternativa parece ser a redução filosófica elaborada da palavra "moral" em, um termo inútil vazio. Lindsay acrescenta que é importante para recuperar a palavra específica "moralidade" por causa das conotações que detém com muitos indivíduos.

## Moralidade como Ciência
O Autor Sam Harris argumenta que nós superestimamos a importância de muitos argumentos contra a ciência da moralidade, os argumentos dos quais ele acredita que os cientistas alegremente e com razão desconsideram em outros domínios da ciência, como a física. Por exemplo, um cientista pode encontrar-se tentar argumentando contra céticos filosóficos - como cientistas fariam em qualquer outro domínio - "por que iríamos ouvir um solipsista, em primeiro lugar?" Isto, Harris alega, é parte do que significa a prática de uma ciência da moralidade.
O físico Sean Carroll acredita que conceber a moralidade como uma ciência poderia ser um caso de imperialismo científico e insiste em que o que é "bom para criaturas conscientes" não é uma definição de trabalho adequada de "moral". Em oposição , o Vice-Presidente do Center for Inquiry, John Shook, afirma que esta definição de trabalho é mais do que adequada para a ciência no presente, e que a discordância não deve imobilizar o estudo científico da ética.
O capítulo de Richard Carrier "fatos morais existem naturalmente (e Ciência poderia encontrá-los)" se propõe a provar um realismo moral centrado em torno de satisfação humana. Foi revisada por quatro filósofos.
Sam Harris argumenta que existem socialmente ótimos "picos morais" para se descobrir.
Nos tempos modernos, muitos pensadores discutem a distinção de valor de fato e a Lei de Hume se instalou na ideia de que não se pode derivar um "ser" de um "dever". Por outro lado, Harris afirma que a distinção de valor de fato é confusa, propondo que os valores são realmente um certo tipo de fato. Especificamente, Harris sugere que se valorize a quantidade de declarações empíricas sobre "o florescimento de criaturas conscientes em uma sociedade". Ele argumenta que há respostas objetivas a questões morais, mesmo que algumas sejam difíceis ou impossíveis de possuir na prática. Desta forma, diz ele, a ciência pode nos dizer o que é de valor. Harris acrescenta que não exigimos certeza absoluta de previsões em física, por isso não devemos exigir tal coisa em uma ciência que estuda a moralidade.

## Outros Recursos
- Garner, Richard T.; Rosen, Bernard (1967). Moral Philosophy: A Systematic Introduction to Normative Ethics and Meta-ethics. New York: Macmillan. OCLC 362952.
- Hare, H. R. (1964). The Language of Morals. Oxford: Oxford University Press.